# Annamämmet Mämmedow
Annamämmet Mämmedow (* 1970; † November 2010 in Deutschland) war ein turkmenischer Diplomat.
Mämmedow war in der zweiten Hälfte der 2000er Jahre der turkmenische Botschafter in Aserbaidschan gewesen. 2009 wurde er wegen einer Lebererkrankung in Istanbul operiert. Nachdem Mämmedow zuletzt unter einer Verschlechterung seines Gesundheitszustandes litt, wurde er nach Deutschland gebracht. Dort stellten Ärzte ein schwerwiegendes Nierenleiden fest, infolgedessen Mämmedow November 2010 an Nierenversagen starb.